# Kerema
Kerema – miasto w Papui-Nowej Gwinei, stolica prowincji Gulf. Populacja miasta wynosi 6547 mieszkańców (2013). Miasto jest otoczone przez liczne rzeki, przez co rozwinięty jest przemysł rybny.
Większość mieszkańców mówi własnym językiem toaripi. Tradycje oraz kultura mieszkańców Kerema są inne niż w pozostałej części kraju. Obecnie powoli zanikają z powodu chrystianizacji około 80% ludności miasta, a także przyjmowania zewnętrznych wzorców. W mieście funkcjonuje port lotniczy Kerema.
Pierwszym białym człowiekiem, który odkrył miasto, był szkocki misjonarz James Chalmers, który przybył do miasta w 1885 roku. Z tego powodu początki jego istnienia są datowane właśnie na rok 1885.

## Gospodarka
Gospodarka miasta opiera się głównie na uprawie sago oraz orzechów buai w otaczającej miasto dżungli. Odkrycie sporych złóż ropy naftowej w okolicy spowodowało gwałtowny wzrost zamożności miasta jak i całej prowincji Gulf. Szacuje się, że już wkrótce głównym źródłem dochodów miasta będą właśnie zyski z eksploatacji ropy. Rozwinięte jest także rybołówstwo, a także przemysł jego przetwórstwa. Część mieszkańców zajmuje się transportem sago oraz orzechów buai, które są następnie sprzedawane w stolicy kraju, Port Moresby. Szacuje się, że aż 80% sprzedawanego sago na targach i rynkach w stolicy pochodzi właśnie z okolic Kerema.